# Hermanovce
Hermanovce (in ungherese Sztankahermány) è un comune della Slovacchia facente parte del distretto di Prešov, nella regione omonima.